# Longitibia sinica
Longitibia sinica là một loài tò vò trong họ Ichneumonidae.